# Лабораторная посуда

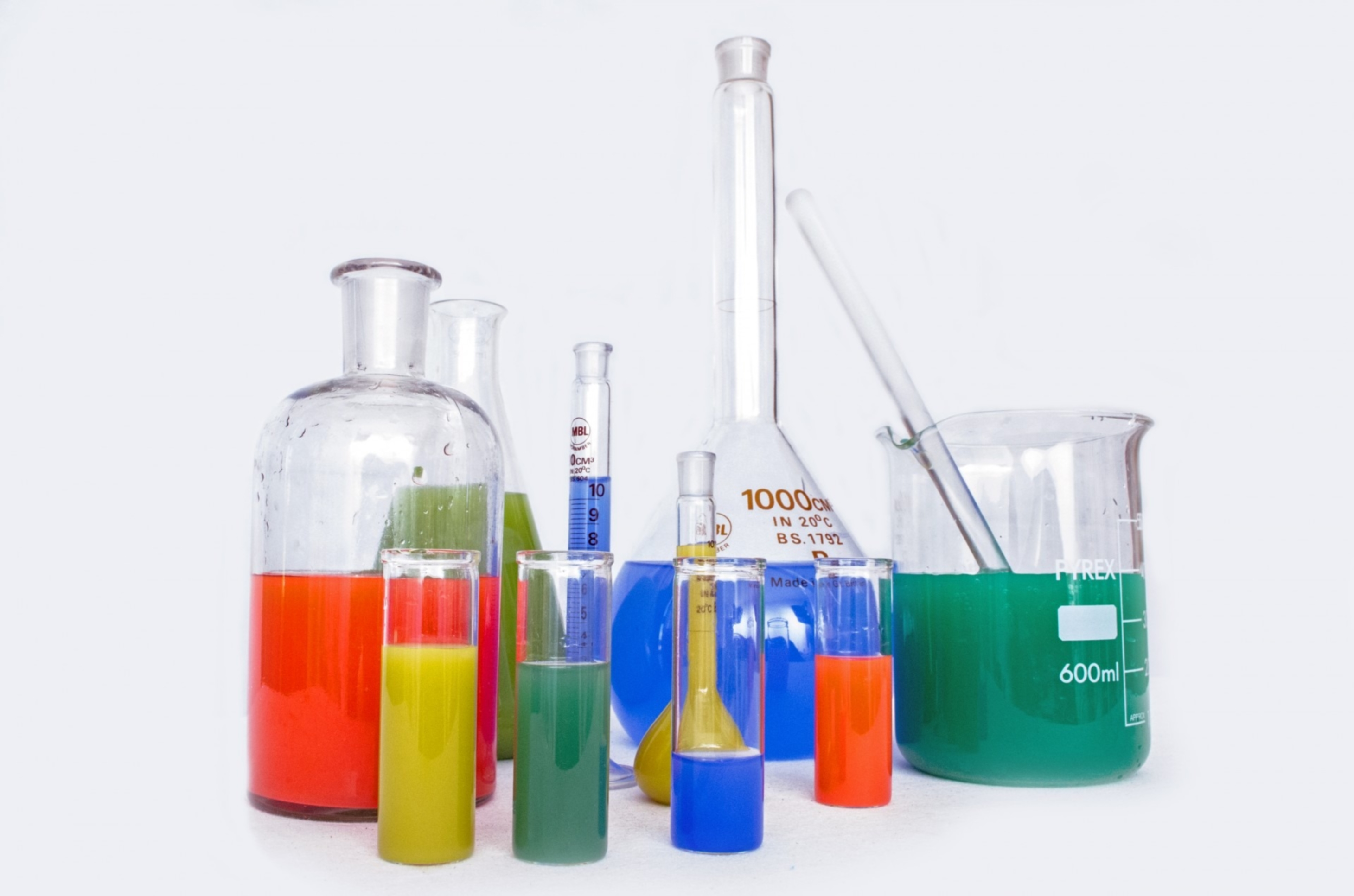
Стеклянная лабораторная посуда

Лабораторная посуда — специальные и специализированные ёмкости различного конструктивного исполнения, объёма, и изготовляемые из разнообразных материалов, устойчивых в агрессивных средах. При необходимости, лабораторная посуда обладает необходимой термостойкостью, прозрачностью и другими нужными физическими свойствами. Изготавливается из различных марок боросиликатного стекла, плавленого кварца (если требуется особая термостойкость), полиэтилена (для работы с плавиковой кислотой и другими веществами, разрушающими стекло) или фторопласта-4 (для работы с особо агрессивными реактивами, такими как фторсульфоновая кислота).
Перед применением лабораторной посуды она должна быть хорошо вымыта и простерилизована (для микробиологических опытов). Для этого её моют ершами или в моечной машине с мыльно-содовым раствором, раствором тринатрийфосфата или моющего порошка. Чистую посуду промывают проточной водой и сушат в сушильном шкафу. При необходимости достижения стерильности лабораторную посуду заворачивают в плотную бумагу и стерилизуют в аэростериле при 160—180 °C 45—60 мин. или в автоклаве при температуре 120 °C 20—30 мин.